# Ultravisitor
Albums de Squarepusher
Do You Know Squarepusher?
(2002) Hello Everything
(2006)
Ultravisitor est un album de Squarepusher sorti le 8 mars 2004 chez Warp.

## L'album
Pour Pitchfork, Ultravisitor « contient des exemples de toutes les idées, textures ou rythmes que [Squarepusher] a présentés jusqu'à présent, et contrairement à ses albums récents Do You Know Squarepusher ou Go Plastic, peu de ces sons semblent éculés. À cet égard, le disque ressemble le plus à Selection Sixteen. » Dominique Leone tempère cet avis, en précisant que « cet album est trop long. il y a des moments épars qui semblent superflus au sein du catalogue de Jenkinson. » Pour All Music, « les genres favoris de Jenkinson (drum'n'bass, techno hardcore, jazz fusion, musique concrète) et les techniques de composition doubles (jouées ou programmées) peuvent coexister en harmonie, au sein du même morceau ou les uns à la suite. »

### Liste des morceaux
| No     | Titre             | Durée |
| ------ | ----------------- | ----- |
| 1/A1.  | Ultravisitor      | 8:33  |
| 2/A2.  | I Fulcrum         | 3:31  |
| 3/A3.  | Iambic 9 Poetry   | 6:55  |
| 4/A4.  | Andrei            | 2:00  |
| 5/B1.  | 50 Cycles         | 8:33  |
| 6/B2.  | Menelec           | 5:43  |
| 7/B3.  | C-Town Smash      | 1:29  |
| 8/C1.  | Steinbolt         | 7:44  |
| 9/C2.  | An Arched Pathway | 4:06  |
| 10/C3. | Telluric Pièce    | 1:53  |
| 11/C4. | District Line II  | 8:33  |
| 12/D1. | Circlewave        | 6:28  |
| 13/D2. | Tetra-Sync        | 9:27  |
| 14/D3. | Tommib Help Buss  | 2:10  |
| 15/D4. | Every Day I Love  | 2:37  |

## Ultravisitor(single)
Ultravisitor désigne également le single promo annonçant la prochaine sortie de l'album du même nom. Le 26 janvier 2004, Warp met ce single en vente, uniquement en format vinyle. Il contient les titres Square Window, que l'on retrouve quelques mois plus tard dans un mini CD du même nom, Talk About You & Me, exclusif à cette parution, et Ultravisitor, dans une version légèrement plus courte que la version album.

### Liste des morceaux
| No    | Titre               | Durée |
| ----- | ------------------- | ----- |
| 1/A1. | Square Window       | 5:01  |
| 2/A2. | Talk About You & Me | 3:08  |
| 3/B.  | Ultravisitor        | 7:25  |

## Square Window
Square Window n'existe qu'en mini CD et était offert à ceux qui ont pré-commandé l'album Ultravisitor sur le site Warp.com. Il se compose de cinq morceaux inédits.

### Liste des morceaux
| No | Titre         | Durée |
| -- | ------------- | ----- |
| 1. | Square Window | 5:01  |
| 2. | Abacus 2      | 5:14  |
| 3. | Venus N° 17   | 6:45  |
| 4. | Itti-Fack     | 0:44  |
| 5. | Melt 14.6     | 1:16  |

## Venusno17
Venus no 17, sorti le 12 juillet 2004 chez Warp Records, contient un des morceaux du mini CD Square Window : Venus no 17, avec une version remixée et Tundra 4 (une version revue de Tundra issue du premier album de Squarepusher, Feed Me Weird Things). Cet EP n'a été commercialisé physiquement qu'en format vinyle.

### Liste des morceaux
| No    | Titre                  | Durée |
| ----- | ---------------------- | ----- |
| 1/A1. | Venus N° 17            | 6:44  |
| 2/A2. | Venus N° 17 (Acid Mix) | 5:39  |
| 3/B.  | Tundra 4               | 12:40 |